# تاروکتونی

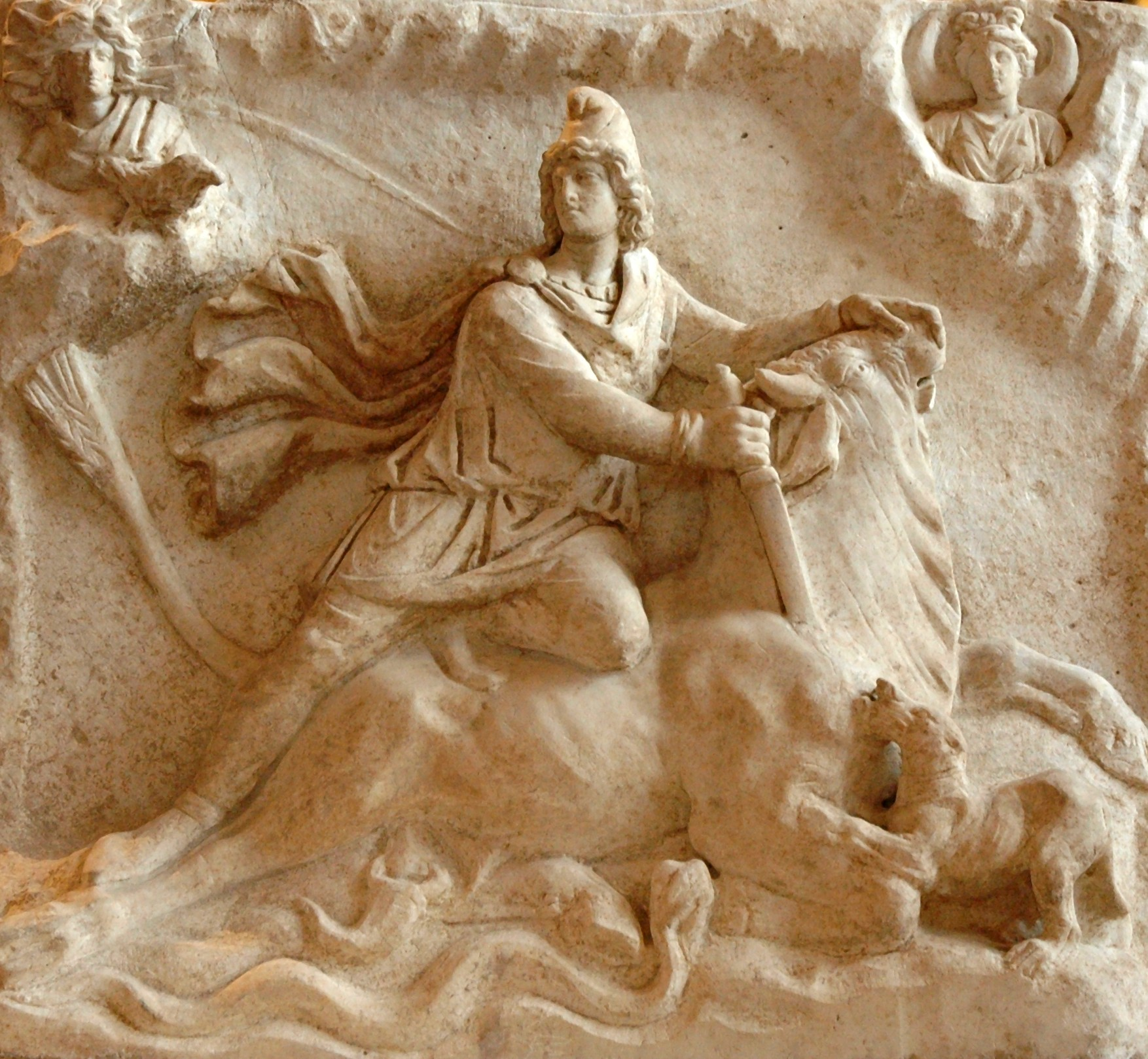
صحنه توروکتونی در سمت A یک نقش برجسته رومی دو طرفه. متعلق به قرن دوم یا سوم، یافت شده در فیانو رم، نزدیک رم، اکنون در موزه لوور به نمایش گذاشته شده‌است. در گوشه‌های بالایی هلیوس با کلاغ و سلنه قرار دارند.

تاروکتونی یا توروکتونی (ταυροκτόνος) یک نوواژه است که به نقش برجسته‌های بت (الوهیت) میترائیسم امپراتوری روم داده شده‌است. در این تصاویر، میترا در حال کشتن یک گاو نر به تصویر کشیده شده‌است، از این رو نام tauroctony بر روی آن گذاشته شده که از کلمه یونانی tauroktonos (ταυροκτόνος، "گاو کشی") گرفته شده‌است.
تاوروکتونی با قربانی کردن گاو در روم باستان که به نام تاوروبولیوم شناخته می‌شود و عمدتاً بخشی از آیین سیبل بود، متفاوت است.
با وجود این نام، این صحنه نمادین است و تاکنون هیچ مدرک فیزیکی مبنی بر انجام چنین مراسمی توسط پیروان آیین روم وجود ندارد. مانند همه آیین‌های رازآمیز یونانی-رومی، اسرار میترائیسم فقط به افراد پذیرفته‌شده محدود بود و اطلاعات بسیار کمی درباره باورها یا اعمال این آیین شناخته شده است. با این حال، چندین تصویر از گاو شامل یک نوار یا پتوی دورسوآله هستند که در روم نشانه‌ای برای شناسایی حیوان قربانی بود، بنابراین تقریباً قطعی است که کشتن گاو نمایانگر یک عمل قربانی است. از آنجا که صحنه اصلی کشتن گاو اغلب با تصاویری صریح از خورشید، ماه و ستارگان همراه است، تقریباً قطعی است که این صحنه دارای معانی نجومی است. با این حال، با وجود ده‌ها نظریه در این باره، هیچ‌کدام پذیرش گسترده‌ای نیافته‌اند. در حالی که تصویر اصلی کشتن گاو به نظر می‌رسد از تصویری مشابه از نیکه (الهه پیروزی) اقتباس شده باشد، و یقیناً نمادگرایی کشتن گاو و عناصر جانبی با هم داستانی را روایت می‌کنند (یعنی اسطوره آیین، رازی که فقط به پذیرفته‌شدگان گفته می‌شد)، این داستان گم شده و اکنون ناشناخته است. پس از چندین دهه نظریه‌پردازی‌های پیچیده، پژوهش‌های میترائیسم اکنون به طور کلی از گمانه‌زنی پرهیز می‌کنند.
راجر بِک ترکیب آسمانی زیر را از توروکتونی ارائه کرده‌است:
| جزء توراکتونی            | همتای آسمانی                                              |
| ------------------------ | --------------------------------------------------------- |
| گاو نر                   | گاو (صورت فلکی)                                           |
| سُل                       | خورشید                                                    |
| لونا                     | ماه                                                       |
| سگ                       | سگ کوچک, سگ بزرگ                                          |
| مار                      | مار باریک (صورت فلکی), مار (صورت فلکی), اژدها (صورت فلکی) |
| کلاغ                     | کلاغ (صورت فلکی)                                          |
| عقرب                     | کژدم (صورت فلکی)                                          |
| خوشه گندم (در دم گاو نر) | بی‌ژوبین                                                   |
| دوقلوها کوتس و کوتوپاس   | دوپیکر                                                    |
| شیر                      | شیر (صورت فلکی)                                           |
| کراتر                    | پیاله (صورت فلکی)                                         |
| غار                      | گیتی                                                      |